# English Racing Automobiles

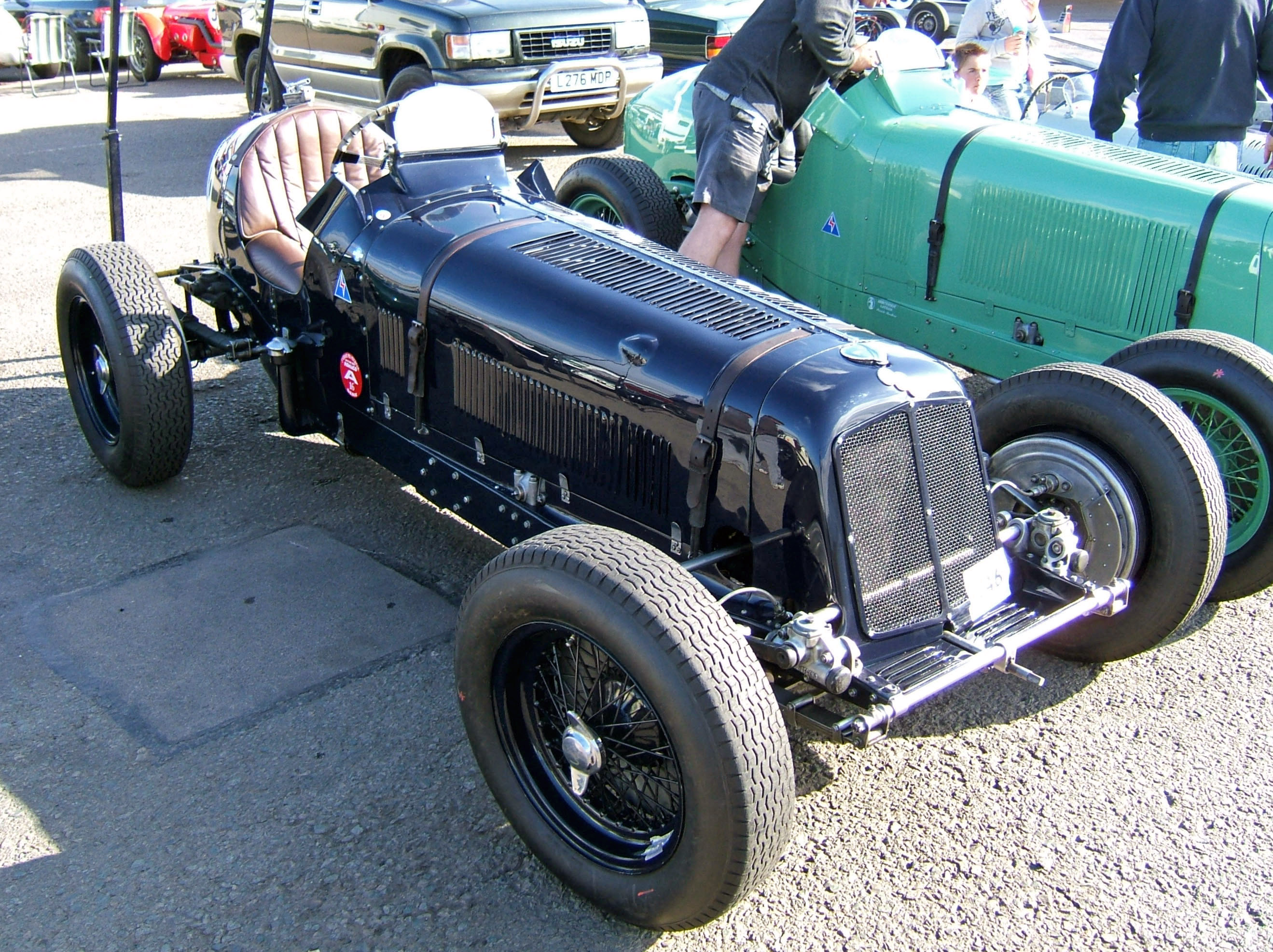
Una ERA R6B da 1,5 L di cilindrata del 1936, guidata da Dudley Benjafield

L’English Racing Automobiles (ERA) è stata una casa automobilistica britannica attiva tra il 1933 ed il 1954 che produceva vetture da competizione. Ha partecipato a tre campionati di Formula 1 (nella stagione 1950, nel 1951 e nel 1952).
Il marchio ERA appartiene ad un costruttore britannico di kit-car (le kit-car sono automobili “in scatola di montaggio”, dove è il cliente a costruirle per conto suo).

## La storia prima della seconda guerra mondiale
La ERA è stata fondata da Humphrey Cook, Raymond Mays e Peter Berthon nel novembre del 1933 a Bourne, nel Lincolnshire, vicino a Eastgate House, dimora di Raymond Mays. La loro ambizione era di costruire modelli monoposto che confermassero il dominio britannico nelle competizioni europee.

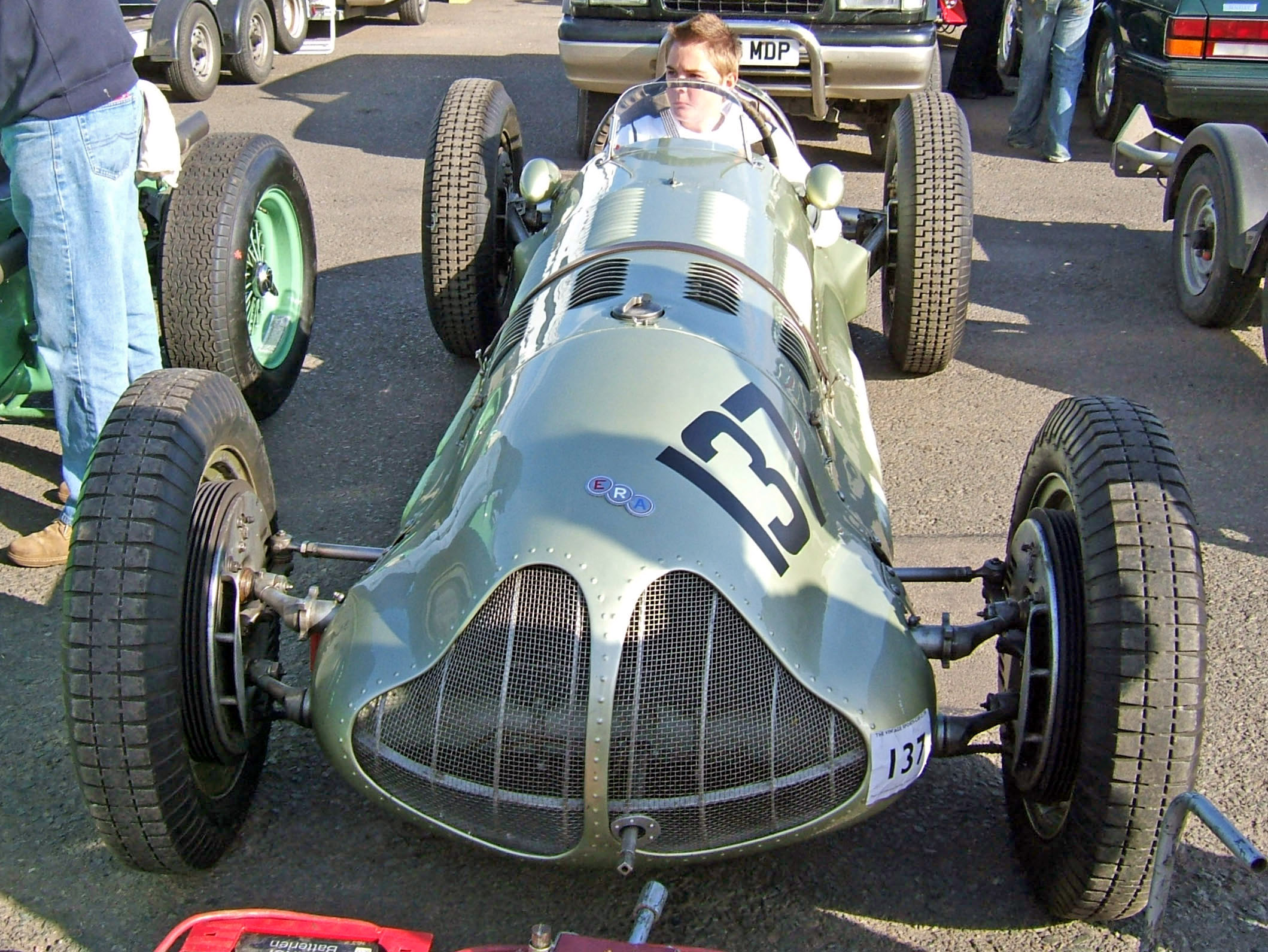
Una ERA tipo E del 1938, guidata da H.L. Brooke, Leslie Johnson, Reg Parnell, Peter Walker e Peter Whitehead

La ERA partecipò al Campionato mondiale di Formula 1 per tre stagioni, ma quando i costi divennero proibitivi, la Casa automobilistica britannica puntò sulla classe voiturette con un motore da 1500 cm³ di cilindrata sovralimentato. Humphrey Cook finanziò l'operazione, con un dispendio di risorse non indifferente ed impegnando le ricchezze di famiglia, vale a dire la Cook Son & Co di St Paul's Churchyard, Londra, un'azienda commerciante in drappeggi. Peter Berthon fu il responsabile della progettazione delle vetture, mentre Raymond Mays fu il pilota principale, avendo già corso con successo con Vauxhall, Bugatti e Riley.
Un nuovo telaio fu progettato dal famoso Reid Railton (che progettò con successo la “Bluebird”, automobile che conquistò il record di velocità terrestre con Malcolm Campbell alla guida), e fu costruito da Thomson & Taylor di Brooklands. Il motore era basato sul collaudato sei cilindri Riley, sebbene fosse stato sensibilmente modificato in più punti. Furono anche previsti un più robusto albero a gomiti con supporto di banco prodotto dalla Hyatt Roller, ed una testata in alluminio completamente nuova. Il propulsore fu sovralimentato con un compressore progettato da Murray Jamieson, che lavorò anche per Mays & Berthon sulla White Riley. I motori ERA erano stati progettati con tre cilindrate, 1500 cm³, 1100 cm³ e 2000 cm³, quest'ultimo derivato dal 1500. Esso usava il metanolo come combustibile, e la versione da 1500 cm³ produceva 180-200 bhp di potenza, mentre quello da 2000 cm³ di cilindrata ne erogava 250-275 bhp.
I fratelli George e Jack Gray guidarono la versione monoposto, progettata da Piercy, che ideò la carrozzeria per la “Bluebird” di Malcolm Campbell.
Due principi thailandesi, Chula Chakrabongse e Bira Birabongse, guidarono un'ERA e divennero famosi come "Hanuman" e come "Romolo e Remo". Guidarono per una loro squadra e non per la ERA. Essa era operativa grazie al “The White Mouse Garage”.
La più moderna ERA tipo-E apparì poco prima dello scoppio della seconda guerra mondiale ma non fu completamente sviluppata.

## La storia dopo la seconda guerra mondiale
Il secondo conflitto mondiale impose uno stop alle gare automobilistiche in Europa, e lo stabilimento della ERA di Bourne fu convertito in sito produttivo di parti di aerei. Quando alla fine della guerra le competizioni ripresero, Berthon e Mays si concentrarono sul progetto BRM.

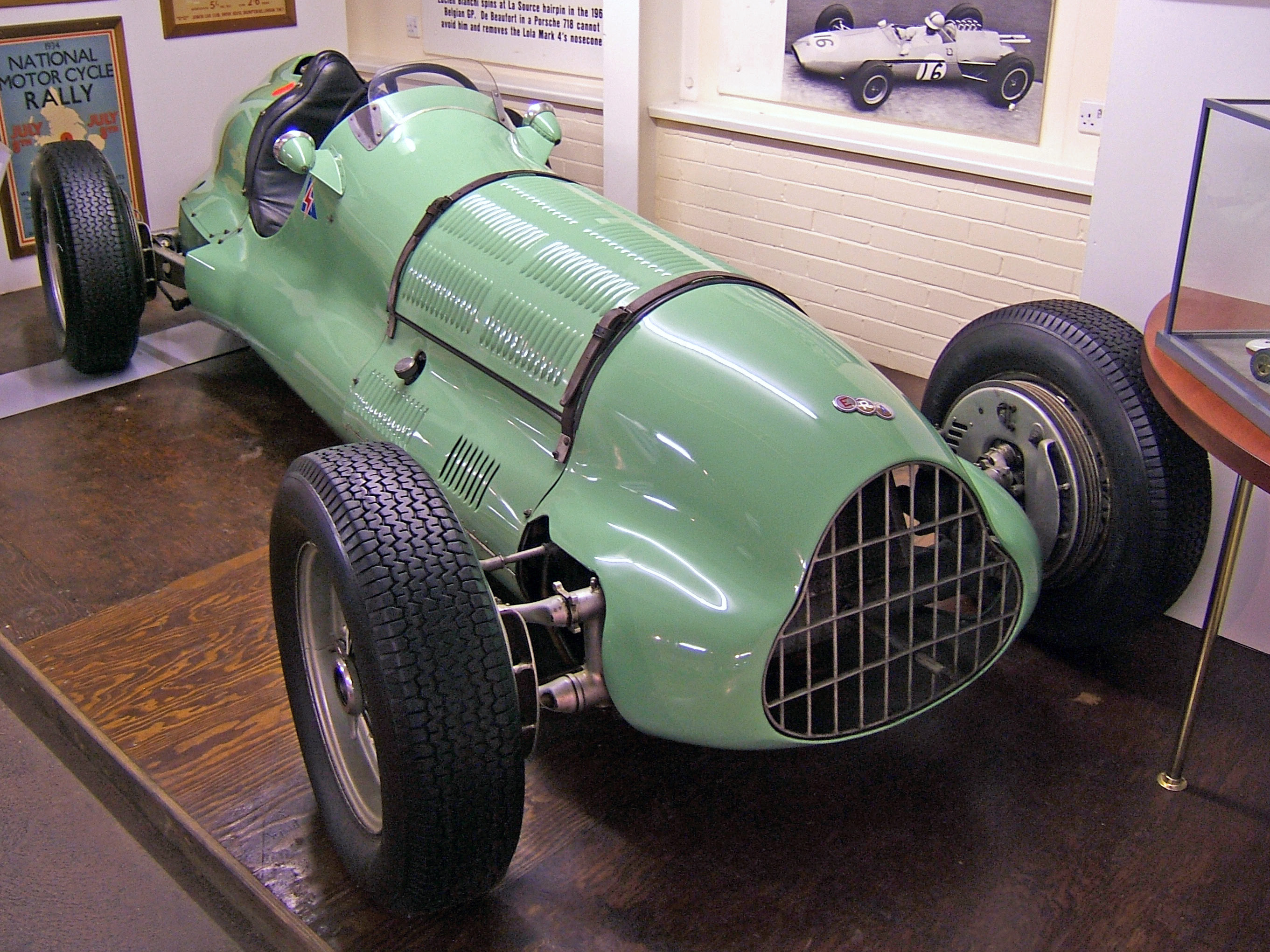
La ERA tipo-E di Leslie Johnson al museo Donington Grand Prix Exhibition

La ERA riprese le attività a Dunstable con una nuova proprietà: Leslie Johnson acquistò la compagnia alla fine del 1947, insieme con uno dei tre esemplari della monoposto tipo-E.
Una nuova autovettura da 1500 cm³ di cilindrata costruita per i Gran Premi, il tipo-G, corse le prime due stagioni del Campionato mondiale di Formula 1, ma senza successo. La squadra usava un motore Bristol per la stagione 1952, quando le squadre di Formula 2 contestarono in campionato. La vettura fu guidata da Stirling Moss, ma i risultati furono deludenti. Moss disse: “It was, above all, a project which made an awful lot of fuss about doing very little. By this time I was very disillusioned by the Clever Professor approach to racing car design. I would eventually learn that even the most brilliant concept could fail if the team concerned lacks the manpower and organization and money to develop the inevitable bugs out of it.” (“Esso è stato, soprattutto, un progetto che ha destato molto scalpore ma con pochi risultati. Sono disilluso dall'approccio del professor Clever alla progettazione delle automobili. Ho imparato che persino il più brillante progetto può fallire se la squadra adopera poca manodopera, scarsa organizzazione e pochi investimenti”).
Johnson vendette le automobili alla Bristol, che usò i modelli per la conquista della 24 Ore di Le Mans. Le vetture vinsero successivamente in diverse classi a metà degli anni cinquanta. La ERA focalizzò gli sforzi verso ricerca e sviluppo. Johnson vendette la compagnia alla Zenith Carburetters, che fu a sua volta venduta alla Solex, un'altra azienda che produceva carburatori.
Sebbene rinominata Engineering Research and Application Ltd e operante nella sezione ricerca e sviluppo, la ERA partecipò marginalmente al mondo delle corse, ponendo il nome alla ERA Mini Turbo, una versione sovralimentata della Mini capace di raggiungere i 185 km/h di velocità massima.

## Risultati in Formula 1
| Anno | Vettura | Motore     | Gomme | Piloti   |     |     |  |  |  |  |     |  | Punti | Pos. |
| ---- | ------- | ---------- | ----- | -------- | --- | --- |  |  |  |  | --- |  | ----- | ---- |
| 1950 | E       | ERA 1.5 L6 | D     | Gerard   | 6   | 6   |  |  |  |  |     |  | -     | -    |
| 1950 | E       | ERA 1.5 L6 | D     | Harrison | 7   | Rit |  |  |  |  | Rit |  | -     | -    |
| 1950 | E       | ERA 1.5 L6 | D     | Johnson  | Rit |     |  |  |  |  |     |  | -     | -    |
| 1950 | E       | ERA 1.5 L6 | D     | Walker   | Rit |     |  |  |  |  |     |  | -     | -    |
| 1950 | E       | ERA 1.5 L6 | D     | Rolt     | Rit |     |  |  |  |  |     |  | -     | -    |

| Anno | Vettura | Motore     | Gomme | Piloti       |  |  |  |  |    |  |  |  | Punti | Pos. |
| ---- | ------- | ---------- | ----- | ------------ |  |  |  |  | -- |  |  |  | ----- | ---- |
| 1951 | B       | ERA 1.5 L6 | D     | Gerard       |  |  |  |  | 11 |  |  |  | -     | -    |
| 1951 | B       | ERA 1.5 L6 | D     | Shawe-Taylor |  |  |  |  | 8  |  |  |  | -     | -    |

| Anno | Vettura | Motore      | Gomme | Piloti |  |  |     |  |     |  |     |  | Punti | Pos. |
| ---- | ------- | ----------- | ----- | ------ |  |  | --- |  | --- |  | --- |  | ----- | ---- |
| 1952 | G       | Bristol BS1 | D     | Moss   |  |  | Rit |  | Rit |  | Rit |  | -     | -    |

| Legenda | 1º posto     | 2º posto | 3º posto    | A punti         | Senza punti/Non class.  | Grassetto – Pole position Corsivo – Giro più veloce |
| Legenda | Squalificato | Ritirato | Non partito | Non qualificato | Solo prove/Terzo pilota | Grassetto – Pole position Corsivo – Giro più veloce |

## Vetture

### Tipo A
La prima ERA che partecipò alle gare automobilistiche, numero di telaio R1A, fu presentata al pubblico ed alla stampa il 22 maggio 1934 a Brooklands dopo dei test svolti a Syston Park. All'inizio ebbe problemi al telaio, e richiese diversi interventi migliorativi che raggiunsero lo scopo sperato. Entro la fine dell'anno, infatti, l'ERA vinse molte gare contro i marchi automobilistici più blasonati. Nel 1935, al Nürburgring, la ERA conquistò la prima, terza, quarta quinta posizione. Fu costruita in quattro esemplari, due com motore da 1.1 litri con compressore volumetrico, una con motore aspirato da 1,5 litri e una da 2.0 litri.
Alla fine del decennio, con piloti del calibro di Richard Seaman, la ERA dominò la classe voiturette.

### Tipo B
Nel 1935 incominciò la produzione della Tipo B, molto simile alla Tipo A e offerta con le stesse tre motorizzazioni.
Ne furono prodotti 13 esemplari, di cui uno (R3B), andato distrutto in un incidente a Deauville nel 1936, fatale per Marcel Lehoux. Due esemplari furono in seguito adattati alle specifiche della Tipo C e uno a quelle della Tipo D.

### Tipo C
Il 1937 vide la nascita della Tipo C. Lo stesso telaio a longheroni e la carrozzeria in alluminio sono stati mantenuti dai modelli A e B. Tuttavia, il modello C aveva una gamma di motori leggermente diversa. Nessuna delle carrozze della prova C aveva l'opzione di motore più piccola, avendo invece 1.5 o 2.0 litri, con l'aggiunta di un motore intermedio da 1.75 litri. Sono state apportate modifiche anche alle sospensioni e ai bracci di controllo. Gli ammortizzatori idraulici sono stati installati sulla sospensione posteriore mentre è apparsa una sospensione anteriore completamente nuova, che ha sostituito le molle a balestra ellittiche e gli ammortizzatori a frizione con un braccio longitudinale con barre di torsione trasversali e ammortizzatori idraulici.

### Tipo D
La Tipo D era la designazione per il numero R4B ERA dopo la modifica nel 1938 in cui venne dotata di un telaio alleggerito. L'R4B era precedentemente diventata una Tipo C prima di essere modificata secondo questo standard.

### Tipo G
La Tipo G da 2 litri fu progettata da Robert Eberan-Eberhorst, uno dei principali teorici mondiali del design delle auto da corsa, che aveva sostituito Ferdinand Porsche all'Auto Union e aveva progettato l'auto Auto Union Type D da gran premio. Il suo protetto e successore David Hodkin completò il design della vettura. Il telaio era costituito da due tubi longitudinali in magnesio con quattro traverse. Le sospensioni erano a doppio braccio oscillante con molle elicoidali all'anteriore e ponte de Dion al posteriore. L'auto era alimentata da un motore Bristol con modifiche operate da Hodkin.

## Nel ventunesimo secolo

### La ERA nelle competizioni

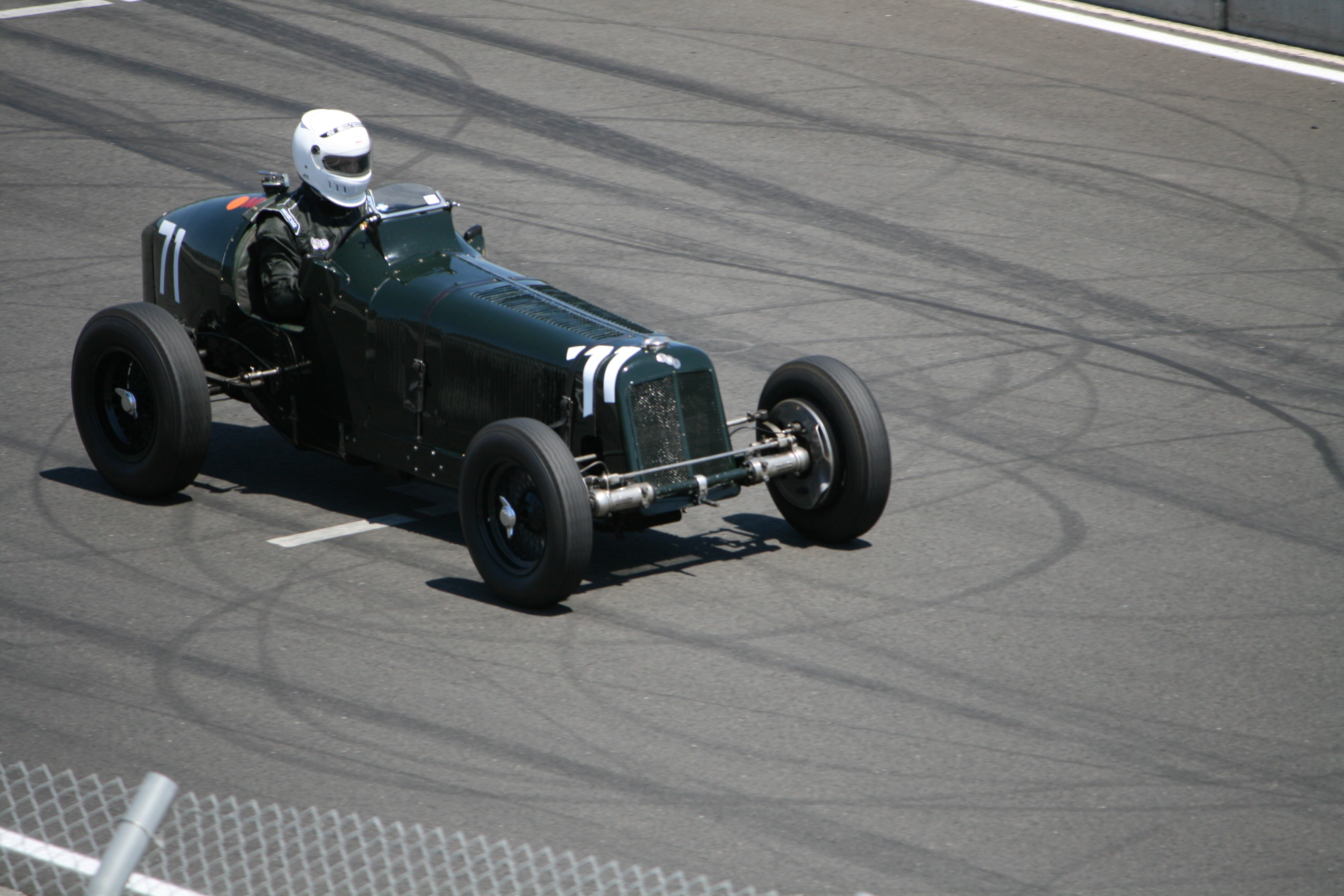
Una ERA R2A 1,5 L di cilindrata del 1935 a Laguna Seca nel 2008

La stragrande maggioranza delle ERA pre-belliche sono ancora esistenti ed hanno una loro storia completa e documentata che ne attesta l'autenticità. Partecipano a competizioni di auto storiche, nonostante molte di esse abbiano più di settant'anni. I modelli sono associati al Shelsley Walsh Speed Hill Climb, una gara di scalata di una collina. La ERA vinse le prime edizioni del British Hill Climb Championship, più precisamente nel 1947 e nel 1948. La ERA ha detenuto per molti anni il record di scalata di una collina per un'auto ante-guerra.

### Le esibizioni
C'è un'esibizione permanente, inclusi veicoli ERA, al “Bourne Civic Society's heritage” a Bourne.

### Il marchio ERA
Un costruttore britannico di kit-car, non collegato alle ERA voiturette e da Gran Premio, detiene la proprietà del marchio ERA e produce automobili: una sportiva chiamata ERA 30, simile alle Lotus 23 e Lotus 30, ed una monoposto chiamata ERA HSS.